# Giro di Romandia 2001
Il Giro di Romandia 2001, cinquantacinquesima edizione della corsa, si svolse dall'8 al 13 maggio su un percorso di 719 km ripartiti in 5 tappe e un cronoprologo, con partenza a Pfaffnau e arrivo a Ginevra. Fu vinto dall'italiano Dario Frigo della Fassa Bortolo davanti allo spagnolo Félix García Casas e all'altro italiano Wladimir Belli.

## Tappe
| Tappa  | Data      | Percorso                                | km    | Vincitore di tappa | Leader cl. generale |
| ------ | --------- | --------------------------------------- | ----- | ------------------ | ------------------- |
| Prol.  | 8 maggio  | Pfaffnau > Pfaffnau (cron. individuale) | 6,9   | Paolo Savoldelli   | Paolo Savoldelli    |
| 1ª     | 9 maggio  | Pfaffnau > Tramelan                     | 165,7 | Fabrizio Guidi     | Bradley McGee       |
| 2ª     | 10 maggio | Tramelan > Vevey                        | 171,7 | Paolo Savoldelli   | Paolo Savoldelli    |
| 3ª     | 11 maggio | Payerne > Payerne (cron. individuale)   | 25,5  | David Plaza Romero | Dario Frigo         |
| 4ª     | 12 maggio | Saint Aubin > Nendaz                    | 171,5 | Gilberto Simoni    | Dario Frigo         |
| 5ª     | 13 maggio | Saxon > Ginevra                         | 178   | Mario Cipollini    | Dario Frigo         |
| Totale | Totale    | Totale                                  | 719   |                    |                     |

## Dettagli delle tappe

### Prologo
- 8 maggio: Pfaffnau > Pfaffnau (cron. individuale) – 6,9 km

| Pos. | Corridore        | Squadra       | Tempo |
| ---- | ---------------- | ------------- | ----- |
| 1    | Paolo Savoldelli | Saeco         | 9'00" |
| 2    | Dario Frigo      | Fassa Bortolo | s.t.  |
| 3    | Bradley McGee    | FDJ           | a 1"  |

| Pos. | Corridore        | Squadra       | Tempo |
| ---- | ---------------- | ------------- | ----- |
| 1    | Paolo Savoldelli | Saeco         | 9'00" |
| 2    | Dario Frigo      | Fassa Bortolo | s.t.  |
| 3    | Bradley McGee    | FDJ           | a 1"  |

### 1ª tappa
- 9 maggio: Pfaffnau > Tramelan – 165,7 km

| Pos. | Corridore       | Squadra       | Tempo    |
| ---- | --------------- | ------------- | -------- |
| 1    | Fabrizio Guidi  | Mercury       | 3h56'43" |
| 2    | Oscar Camenzind | Lampre-Daikin | s.t.     |
| 3    | Niki Aebersold  | Coast         | s.t.     |

| Pos. | Corridore        | Squadra       | Tempo    |
| ---- | ---------------- | ------------- | -------- |
| 1    | Bradley McGee    | FDJ           | 4h05'42" |
| 2    | Paolo Savoldelli | Saeco         | a 1"     |
| 3    | Dario Frigo      | Fassa Bortolo | a 2"     |

### 2ª tappa
- 10 maggio: Tramelan > Vevey – 171,7 km

| Pos. | Corridore        | Squadra       | Tempo    |
| ---- | ---------------- | ------------- | -------- |
| 1    | Paolo Savoldelli | Saeco         | 4h07'48" |
| 2    | Manuel Beltrán   | Mapei         | s.t.     |
| 3    | Dario Frigo      | Fassa Bortolo | s.t.     |

| Pos. | Corridore          | Squadra       | Tempo    |
| ---- | ------------------ | ------------- | -------- |
| 1    | Paolo Savoldelli   | Saeco         | 8h13'21" |
| 2    | Dario Frigo        | Fassa Bortolo | a 7"     |
| 3    | Félix García Casas | Festina       | a 16"    |

### 3ª tappa
- 11 maggio: Payerne > Payerne (cron. individuale) – 25,5 km

| Pos. | Corridore          | Squadra       | Tempo  |
| ---- | ------------------ | ------------- | ------ |
| 1    | David Plaza Romero | Festina       | 31'20" |
| 2    | Dario Frigo        | Fassa Bortolo | s.t.   |
| 3    | Andrei Teteriouk   | Mercury       | a 16"  |

| Pos. | Corridore          | Squadra       | Tempo    |
| ---- | ------------------ | ------------- | -------- |
| 1    | Dario Frigo        | Fassa Bortolo | 8h44'50" |
| 2    | Paolo Savoldelli   | Saeco         | a 21"    |
| 3    | David Plaza Romero | Festina       | a 26"    |

### 4ª tappa
- 12 maggio: Saint Aubin > Nendaz – 171,5 km

| Pos. | Corridore       | Squadra       | Tempo    |
| ---- | --------------- | ------------- | -------- |
| 1    | Gilberto Simoni | Lampre-Daikin | 4h05'00" |
| 2    | Manuel Beltrán  | Mapei         | s.t.     |
| 3    | Sven Montgomery | FDJ           | a 3"     |

| Pos. | Corridore          | Squadra       | Tempo     |
| ---- | ------------------ | ------------- | --------- |
| 1    | Dario Frigo        | Fassa Bortolo | 12h50'03" |
| 2    | Félix García Casas | Festina       | a 43"     |
| 3    | Wladimir Belli     | Fassa Bortolo | a 1'04"   |

### 5ª tappa
- 13 maggio: Saxon > Ginevra – 178 km

| Pos. | Corridore       | Squadra | Tempo    |
| ---- | --------------- | ------- | -------- |
| 1    | Mario Cipollini | Saeco   | 4h09'51" |
| 2    | Danilo Hondo    | Telekom | s.t.     |
| 3    | Fabrizio Guidi  | Mercury | s.t.     |

| Pos. | Corridore          | Squadra       | Tempo     |
| ---- | ------------------ | ------------- | --------- |
| 1    | Dario Frigo        | Fassa Bortolo | 16h59'54" |
| 2    | Félix García Casas | Festina       | a 43"     |
| 3    | Wladimir Belli     | Fassa Bortolo | a 1'03"   |

## Classifiche finali

### Classifica generale
| Pos. | Corridore          | Squadra       | Tempo     |
| ---- | ------------------ | ------------- | --------- |
| 1    | Dario Frigo        | Fassa Bortolo | 16h59'54" |
| 2    | Félix García Casas | Festina       | a 43"     |
| 3    | Wladimir Belli     | Fassa Bortolo | a 1'03"   |
| 4    | Óscar Sevilla      | Kelme         | a 1'40"   |
| 5    | Gilberto Simoni    | Lampre-Daikin | a 1'47"   |
| 6    | Sven Montgomery    | FDJ           | a 1'54"   |
| 7    | David Plaza Romero | Festina       | a 2'01"   |
| 8    | Kurt Van De Wouwer | Lotto-Adecco  | a 2'08"   |
| 9    | David Moncoutié    | Cofidis       | a 2'36"   |
| 10   | Oscar Camenzind    | Lampre-Daikin | a 2'38"   |